# 阿米芹
阿米芹（学名：Ammi visnaga）是伞形科阿迷芹属的植物，为中国的特有植物。分布在欧亚等地，多生长于碱土草原与干旱坡地，目前已由人工引种栽培。